# Ammotrecha picta
Ammotrecha picta är en spindeldjursart som beskrevs av Pocock 1902. Ammotrecha picta ingår i släktet Ammotrecha och familjen Ammotrechidae. Inga underarter finns listade i Catalogue of Life.